# ساموني (بيمنتة)
ساموني هي بلدية في مدينة تورينو الحضرية، في منطقة بيمنتة الإيطالية، وتقع على بعد حوالي 40 كيلومتر (25 ميل) شمال تورينو . اعتبارًا من 31 ديسمبر 2004، بلغ عدد سكانها 1,513 نسمة ومساحتها 2.5 كيلومتر مربع (0.97 ميل2).
حدود ساموني هي البلديات التالية: فيورانو كانافيزي، بانشيت، ساليرانو كانافيزي، لورانزي، بافوني كانافيزي، كوليريتو جياكوسا .